# Tůmův mlýn

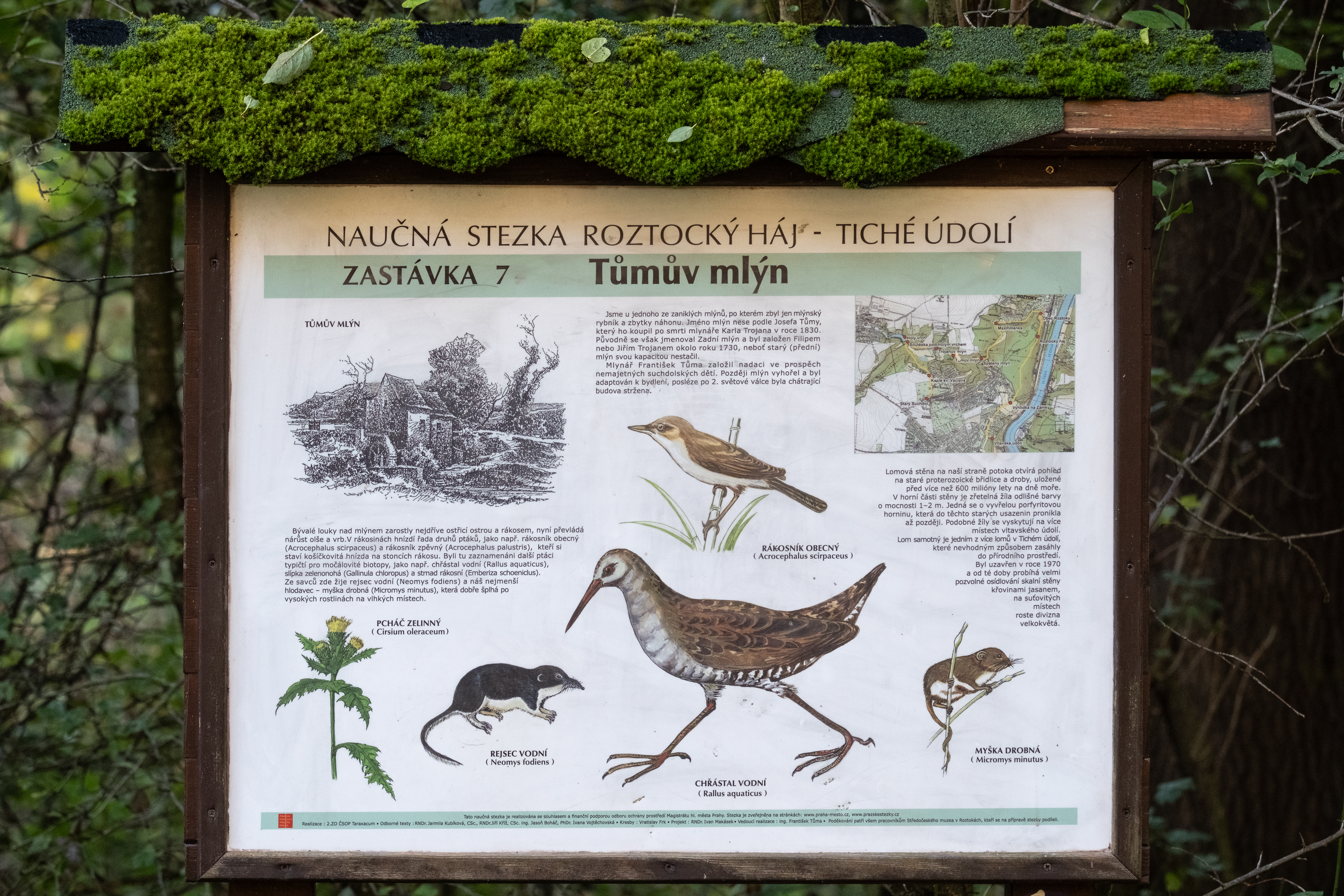
Informační tabule Tůmův mlýn na naučné stezce Roztocký háj – Tiché údolí

Tůmův mlýn (Zadní, Zbořený) je zaniklý vodní mlýn v Praze 6-Suchdole, který stál na Únětickém potoce v Tichém údolí. Na místě jsou patrné pouze zbytky hráze a zdí, které jsou zarostlé vegetací.

## Historie
Vodní mlýn zvaný „Zadní“ byl založen kolem roku 1730 Filipem nebo Jiřím Trojanem, mlynářem z „Předního“ Trojanova mlýna, který již svou kapacitou nedostačoval. V Předním mlýnu se mlelo převážně pro statek, Zadní mlýn mlel pro místní sedláky. Roční nájemné bylo 80 zlatých a 2 procenta z obratu ve prospěch kláštera. Roku 1781 byl po průtrži mračen a sesuvu půdy z Kozích hřbetů mlýn zanesen bahnem. Z toho důvody měl mlynář po dobu 7 let slevu na daních.
Po smrti mlynáře Karla Trojana roku 1830 koupil mlýn Josef Tůma, po kterém získal jméno. Mlynář František Tůma založil nadaci ve prospěch nemajetných suchdolských dětí.
Za dalšího majitele mlýn vyhořel a byl pro nedostatek peněz na opravu prodán. Nový vlastník jej přestavěl na tři malé byty; v jednom z nich bydlel pekař, který pekl nejdříve ve Spáleném a poté v Trojanově mlýně.
Roku 1938 koupila bývalý mlýn Alice Arieová, která po začátku 2. světové války včas uprchla do Palestiny; po skončení války jej odprodala obci. Obec zde zde chtěla zřídit koupaliště, ale z bezpečnostních důvodů byly chátrající budovy strženy.

## Popis
Mlýn měl jen jedno vodní kolo na vrchní vodu. Byla u něj malá vodní nádrž plněná vodou z Předního mlýna.